# Landgericht Schwerin

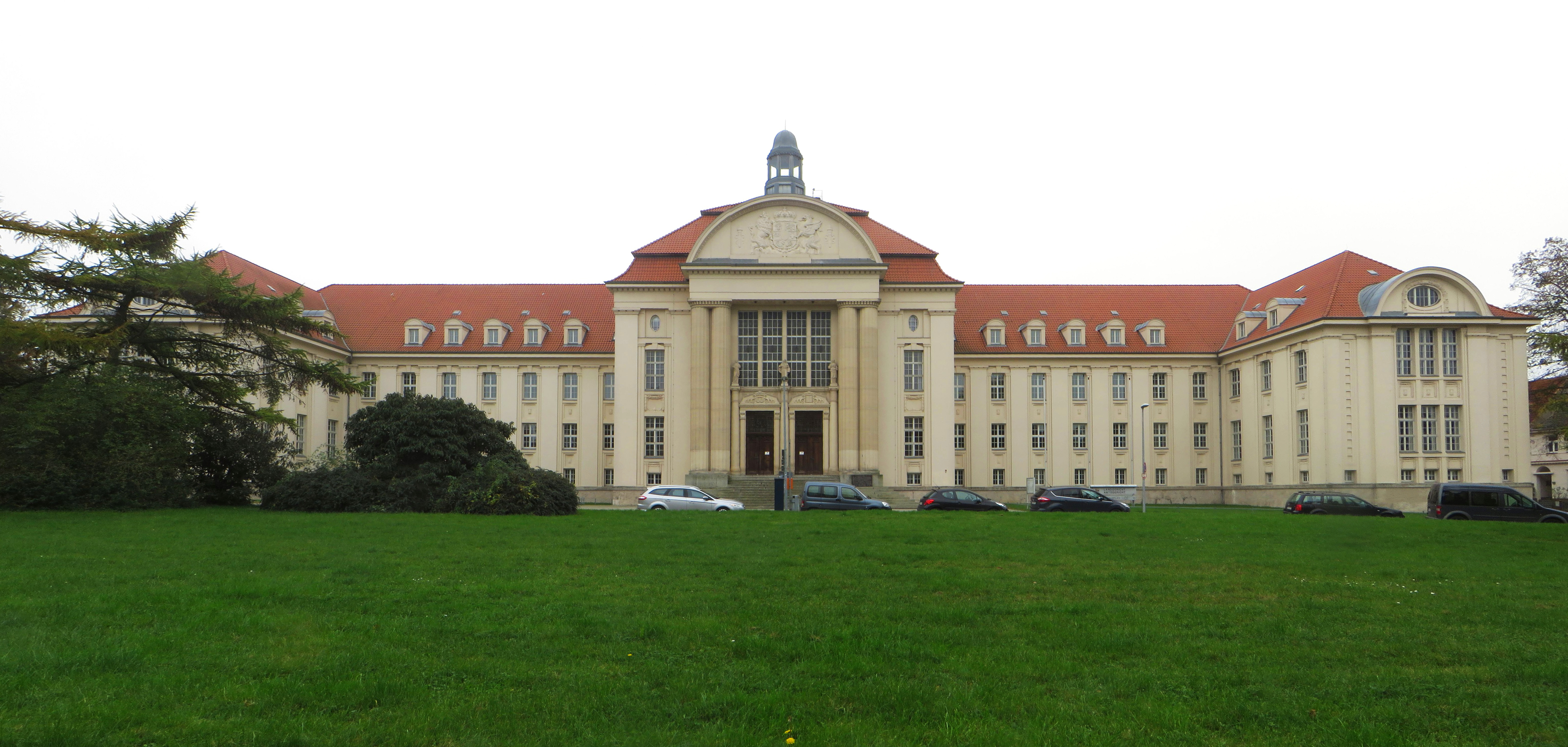
Gemeinsames Gebäude des Landgerichts und Amtsgerichts Schwerin (2014)

Das Landgericht Schwerin ist ein Gericht der ordentlichen Gerichtsbarkeit des Landes Mecklenburg-Vorpommern und eines von vier Landgerichten im Bezirk des Oberlandesgerichts Rostock.

## Gerichtssitz und -bezirk
Sitz des Gerichts ist die Landeshauptstadt Schwerin.
Der Gerichtsbezirk umfasst die Bezirke der Amtsgerichte Ludwigslust, Schwerin und Wismar, was der Region Westmecklenburg bzw. den Gebieten der kreisfreien Stadt Schwerin und der Landkreise Ludwigslust-Parchim und Nordwestmecklenburg entspricht.
| Gerichtsbezirk          | Fläche       | Einwohnerzahl |
| ----------------------- | ------------ | ------------- |
| Amtsgericht Ludwigslust | 4.334,74 km2 | 182.786       |
| Amtsgericht Schwerin    | 823,12 km2   | 134.850       |
| Amtsgericht Wismar      | 1.842,49 km2 | 141.910       |
| Landgericht Schwerin    | 7.000,35 km2 | 459.546       |

In Wirtschaftsstraf- und Baulandsachen ist das Gericht auch für den Bezirk des Landgerichts Neubrandenburg zuständig.

## Geschichte
Im Großherzogtum Mecklenburg-Schwerin bestanden drei Justizkanzleien, darunter die Justizkanzlei Schwerin sowie das Criminal-Collegium Bützow als Gerichte zweiter Instanz. Im Rahmen der Reichsjustizgesetze wurden alle bestehenden Gerichte in Mecklenburg-Schwerin aufgehoben und durch die neuen Amts-, Land- und Oberlandesgerichte ersetzt. Mit der Verordnung zur Ausführung des Gerichtsverfassungsgesetzes vom 27. Januar 1877 vom 31. Mai 1879 entstand damit das Landgericht Schwerin als eines von drei Landgerichten im Großherzogtum Mecklenburg-Schwerin. Es war dem Oberlandesgericht Rostock nachgeordnet.
Ihm waren folgende Amtsgerichte zugeordnet:
| Amtsgericht              | Sitz         |
| ------------------------ | ------------ |
| Amtsgericht Boizenburg   | Boizenburg   |
| Amtsgericht Crivitz      | Crivitz      |
| Amtsgericht Dömitz       | Dömitz       |
| Amtsgericht Gadebusch    | Gadebusch    |
| Amtsgericht Grabow       | Grabow       |
| Amtsgericht Grevesmühlen | Grevesmühlen |
| Amtsgericht Hagenow      | Hagenow      |
| Amtsgericht Lübtheen     | Lübtheen     |
| Amtsgericht Ludwigslust  | Ludwigslust  |
| Amtsgericht Neustadt     | Neustadt     |
| Amtsgericht Parchim      | Parchim      |
| Amtsgericht Rehna        | Rehna        |
| Amtsgericht Schwerin     | Schwerin     |
| Amtsgericht Wismar       | Wismar       |
| Amtsgericht Wittenburg   | Wittenburg   |

Nach dem Zweiten Weltkrieg wurde das Land Mecklenburg geschaffen. In diesem Zusammenhang wurden die Gerichtsbezirke neu zugeordnet. Nun gehörten folgende Amtsgerichte zum Sprengel des Landgerichts Schwerin:
| Amtsgericht                  | Sitz         |
| ---------------------------- | ------------ |
| Amtsgericht Boizenburg (Z)   | Boizenburg   |
| Amtsgericht Dömitz (Z)       | Dömitz       |
| Amtsgericht Grabow (Z)       | Grabow       |
| Amtsgericht Grevesmühlen (Z) | Grevesmühlen |
| Amtsgericht Hagenow          | Hagenow      |
| Amtsgericht Ludwigslust      | Ludwigslust  |
| Amtsgericht Lübz (Z)         | Lübz         |
| Amtsgericht Neubukow (Z)     | Neubukow     |
| Amtsgericht Neuhaus (Z)      | Neuhaus      |
| Amtsgericht Parchim          | Parchim      |
| Amtsgericht Plau am See (Z)  | Plau am See  |
| Amtsgericht Schönberg        | Schönberg    |
| Amtsgericht Schwerin         | Schwerin     |
| Amtsgericht Sternberg (Z)    | Sternberg    |
| Amtsgericht Warin (Z)        | Warin        |
| Amtsgericht Wismar           | Wismar       |
| Amtsgericht Wittenburg (Z)   | Wittenburg   |

Die mit Z gekennzeichneten Gerichte waren zum 1. Juli 1947 Zweigstellen anderer Gerichte.
Im Jahre 1952 wurden in der DDR die bestehenden Gerichte abgeschafft und einheitlich Kreis- und Bezirksgericht geschaffen. Damit wurde auch das Landgericht Schwerin aufgehoben.
Mit dem Gerichtsstrukturgesetz wurde 1991 die bisherige Gerichtsstruktur wiederhergestellt. Das Landgericht Schwerin umfasste nun:
| Amtsgericht              | Sitz         | Anmerkung                       |
| ------------------------ | ------------ | ------------------------------- |
| Amtsgericht Ludwigslust  | Ludwigslust  |                                 |
| Amtsgericht Schwerin     | Schwerin     |                                 |
| Amtsgericht Wismar       | Wismar       |                                 |
| Amtsgericht Gadebusch    | Gadebusch    | aufgehoben am 31. Dezember 1997 |
| Amtsgericht Grevesmühlen | Grevesmühlen | aufgehoben am 13. Juli 2015     |
| Amtsgericht Hagenow      | Hagenow      | aufgehoben am 16. März 2015     |
| Amtsgericht Parchim      | Parchim      | aufgehoben am 11. Mai 2015      |
| Amtsgericht Plau am See  | Plau am See  | aufgehoben am 31. Dezember 1997 |
| Amtsgericht Sternberg    | Sternberg    | aufgehoben am 31. Dezember 1997 |

Das Landgericht Schwerin wurde 1879 mit einem Landgerichtsbezirk mit 250.000 Gerichtseingesessenen gegründet und großzügig mit elf Richterstellen ausgestattet. Das alte Gerichtsgebäude wurde noch während des Ersten Weltkrieges durch ein neues repräsentatives Gebäude ersetzt, das im September 1916 eingeweiht wurde.
Die rechts-konservative Ausrichtung des Landgericht Schwerin erregte bereits in der Weimarer Republik überregionales Aufsehen, als anlässlich des Kapp-Putsches 1920 das Landgericht im Nachhinein sogar die Erschießung streikender Arbeiter durch die Putschisten für legal erklärte.

### NS-Zeit
Im Rahmen des Heimtückegesetz vom Dezember 1934 ordnete der NS-Staat die Bildung spezieller Sondergerichte an. Diese stellten de facto eine Spezialkammer innerhalb des Landgerichts dar. Im Einvernehmen mit dem Oberlandesgerichtsbezirk Rostock, dem Mecklenburg-Schwerinsche Justizministerium und der Justizabteilung des Mecklenburg-Strelitzschen Innenministeriums wurde als Sitz des mecklenburgischen Sondergerichts das Landgericht Schwerin bestimmt. Im Oberlandesgerichtsbezirk Rostock wurde die mit drei politisch zuverlässigen NS-Berufsrichtern besetzte Kammer dem Landgericht Schwerin angegliedert.
Einige Sondergerichte wurden allerdings schon vor 1934 gegründet. So fand der erste Verhandlungstag des Schweriner Sondergerichts am 28. April 1933 statt. Die Angeklagte Hausfrau aus Grevesmühlen wurde wegen der ‚‘‘Verbreitung von Gräuelmärchen‘‘ verurteilt, weil sie behauptet hatte, zwei im Centralgefängnis Bützow inhaftierte kommunistische Funktionäre seien standrechtlich erschossen worden. In einem weiteren Schauprozess erklärte der Oberstaatsanwalt Wilhelm Hennings, es sei nun an der Zeit, der infamen Hetze gegen den NS-Staat ein Ende zu machen und die Neugestaltung des Staatsgefüges in Angriff zu nehmen.
In einem andern, überregional Aufmerksamkeit erregenden Prozess ging es um die Verwicklung des Reichsstatthalters und NSDAP-Gauleiters Friedrich Hildebrandt in die Ermordung des Gutsbesitzers und ehemaligen SA-Führers Andreas von Flotow. Ein weiteres überregional Aufsehen erregendes Verfahren im Juni 1934 betraf den sogenannten „Schweriner Pastoren“ Prozess. Sieben Theologen der Evangelisch-Lutherische Landeskirche Mecklenburgs hatten als Mitglieder des Pfarrernotbundes Mecklenburg die von der NS-Glaubensbewegung Deutsche Christen vorangetriebene Gleichschaltungspolitik aktiv bekämpft und sich für die Bewahrung der kirchlichen Autonomie eingesetzt.
Der mit der extremen Rechten sympathisierende Landgerichtsdirektor Karl Buschmann (* 2. November 1874 in Dargun), ab 1916 Landgerichtsrat am Landgericht Schwerin, 1933 bis 1945 Vorsitzender des Sondergerichts in Schwerin und ab Juli 1934 Präsident des Landgerichts Schwerin, hatte in den meisten Schweriner Sondergerichtsverfahren den Vorsitz. Er erwarb sich bereits 1929 mit einem kontroversen Urteil das Wohlwollen der Nationalsozialisten, indem er einen dringend tatverdächtigen Fememörder, den ehemaligen Reichswehroffizier Richard Eckermann, frei sprach. Seine engagierte bejahende Haltung zum Nationalsozialismus wurde 1934 mit der Ernennung zum Landgerichtspräsidenten belohnt. Nach dem Ende des Aufnahmestopps für Neumitglieder 1937 trat er der NSDAP bei. Buschmann stellte am 26. Juli 1937 seinen Aufnahmeantrag in die NSDAP in der NSDAP-Ortsgruppe Schwerin-Nordwest des Gau Mecklenburg. Sein Antrag wurde rückwirkend am 1. Mai 1937 genehmigt mit der NSDAP-Mitgliedsnummer 4923591.
Buschmann war im November 1939 zwar altersbedingt in den Ruhestand versetzt worden, er wurde jedoch einen Monat später als Landgerichtspräsident reaktiviert und wieder als Vorsitzender des mecklenburgischen Sondergerichts eingesetzt. Ab März 1945 war er außerdem stellvertretender Vorsitzender des auf Befehl Hitlers eingerichteten Standgerichts des Reichsverteidigungsbezirkes Mecklenburg in Schwerin.
Besonders stark hatten die Zeugen Jehovas unter der NS-Verfolgung zu leiden. Insgesamt fanden vor dem Schweriner Sondergericht bis Januar 1939 neun Gruppenprozesse statt, die mit 57 Verurteilungen endeten. Nach Ablauf ihrer Freiheitsstrafe wurden sie von der Gestapo in „Schutzhaft“ genommen und bald darauf in Konzentrationslager überwiesen, wo viele von ihnen bis Ende des Krieges ermordet wurden.
Auch gegen Homosexualität ging das Gericht gnadenlos vor, bis hin zu Todesurteilen.
Der älteste Verurteilte war 76 Jahre alt, als er 1937 vom Landgericht Schwerin zu 30 Monaten Haft verurteilt wurde, der Jüngste 22 Jahre.
Drakonische Strafen, inklusive Todesstrafe, verhängt das Sondergericht Schwerin von 1943 bis 1945 zudem wegen sogenannter Rundfunkverbrechen.

### Nachkriegszeit
Nach Ende des Krieges konnten so gut wie alle mecklenburgischen Sonderrichter ihre juristische Tätigkeit ungehindert fortsetzen und sogar, nach ihrer Flucht nach Westdeutschland, weiter Karriere machen. So arbeitete z. B. Kurt Nebee, der ehemalige Rostocker Landgerichtsdirektor und Vorsitzende des dortigen Sondergerichts, weiter als Amtsgerichtsrat in Hagen. Hans-Jürgen Lundquist, sein ehemaliger Kollege bei der Staatsanwaltschaft, trat weiter als Ankläger in West-Berlin auf. Der Schweriner Sonderrichter Karl Brumm stieg sogar auf und wurde Direktor des Landgericht Stade.
Gegen Ende der 1950er Jahre setzte eine neue Welle der Strafverfolgung wegen „Euthanasie“-Verbrechen ein. In der DDR gab es nach den Waldheimer Prozessen 1950 mehr als 3.400 Angeklagte wegen Kriegs- und NS-Verbrechen. Danach fanden nur noch einzelne Verfahren statt. Dazu gehörten der Prozess gegen Ernst Braun vor dem Landgericht Schwerin, sowie der Prozess gegen Richard von Hegener und Walther Stephan vor dem Landgericht Schwerin bzw. Magdeburg.
Im Juni 2011 wurden die lange verschollenen Prozessakten der beiden NS-Sondergerichte Schwerin und Rostock im Bundesarchiv wiederentdeckt. Sie enthüllten, dass von den über 1200 Prozessen mindestens 135 mit dem Todesurteil endeten.

## Gebäude

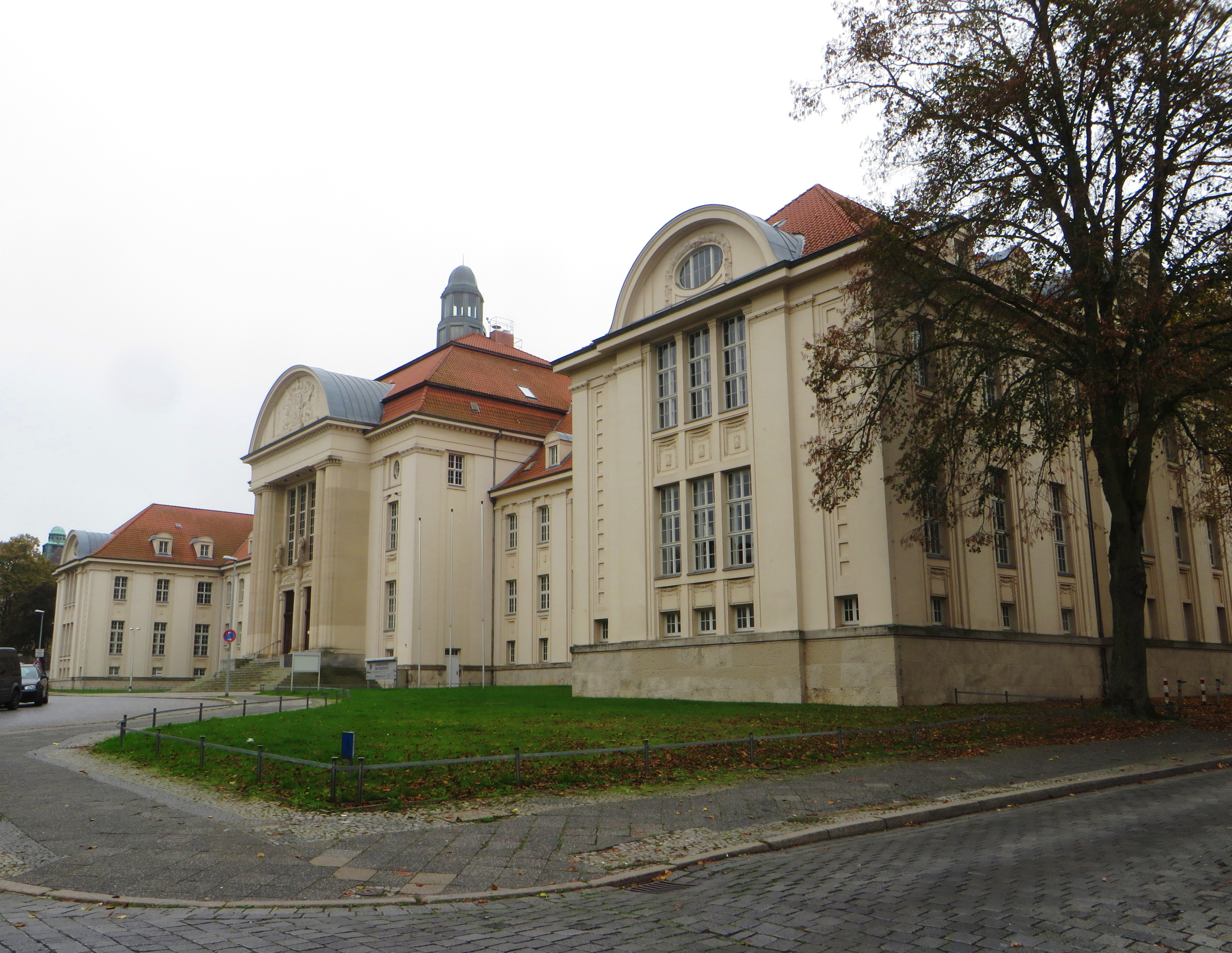
Gebäude am Demmlerplatz

Dem Gericht, gemeinsam mit den Sitzungssälen des Amtsgerichts Schwerin, ist das 1916 eingeweihte, denkmalgeschützte Gebäude Demmlerplatz 1–2 (bis 1933 Königsbreite, bis 1939 Adolf-Hitler-Platz, bis 1945 Blücherplatz) gewidmet.
Es wurde ab 1914 als einheitliches Schweriner Justizgebäude nach Plänen und unter Leitung des seinerzeitigen Ministerialbaurats Paul Ehmig errichtet, der zuvor den Neubau für das Landeshauptarchiv verwirklicht hatte. Es gliedert sich in einen Mittelbau und zwei rechtwinklig anschließende Flügel, alle über dem Kalksteinsockel hell verputzt, und verfügt über ein Kellergeschoss in der Höhe des Sockels, drei Vollgeschosse und ein Dachgeschoss, verbunden durch drei Treppenhäuser; der Dachboden soll Archivzwecken dienen. Das Zentrum des Mittelbaus betonen eine Freitreppe sowie, in Sandstein ausgeführt, das doppeltürige Portal mit flankierenden Säulen und ein Halbkreisgiebel mit dem mecklenburgischen Wappen. Das zweimal gebrochene, mit roten Ziegeln gedeckte und von rundbogig abgeschlossenen Mansardenfenstern gegliederte Dach bekrönt ein Türmchen mit ursprünglich offener Laterne (Deren mittlerweile verglaster „Ausguck“ bietet einen der besten Ausblicke über Schwerin). Die Seitenflügel wiederholen in „bescheidenerer“ Weise ähnliche Motive wie die Eingangsfront des Mittelbaus. An diesen schließt auf der Hofseite ein Gefängnisbau an, der sich wegen seiner „unverfälscht“ überlieferten Interieurs in jüngerer Zeit großer Beliebtheit bei Filmproduzenten erfreute. Über eine Art „Seufzerbrücke“ und eine verzierte Holztür ist er mit dem zentralen, in Marmor und Sandstein gehaltenen Treppenhaus verbunden, das auch die direkte Verbindung zwischen der Eingangshalle im Hochparterre und dem aus dem ersten ins zweite Obergeschoss ragenden, ursprünglich reich geschmückten Schwurgerichtssaal darstellt. Dessen Eingangstüren flankieren Atlantenfiguren. Das vielfach holzgetäfelte Innere des Gerichtsgebäudes erhellen zahlreiche großzügige, teilweise in farbigem Glas ausgeführte Fenster.

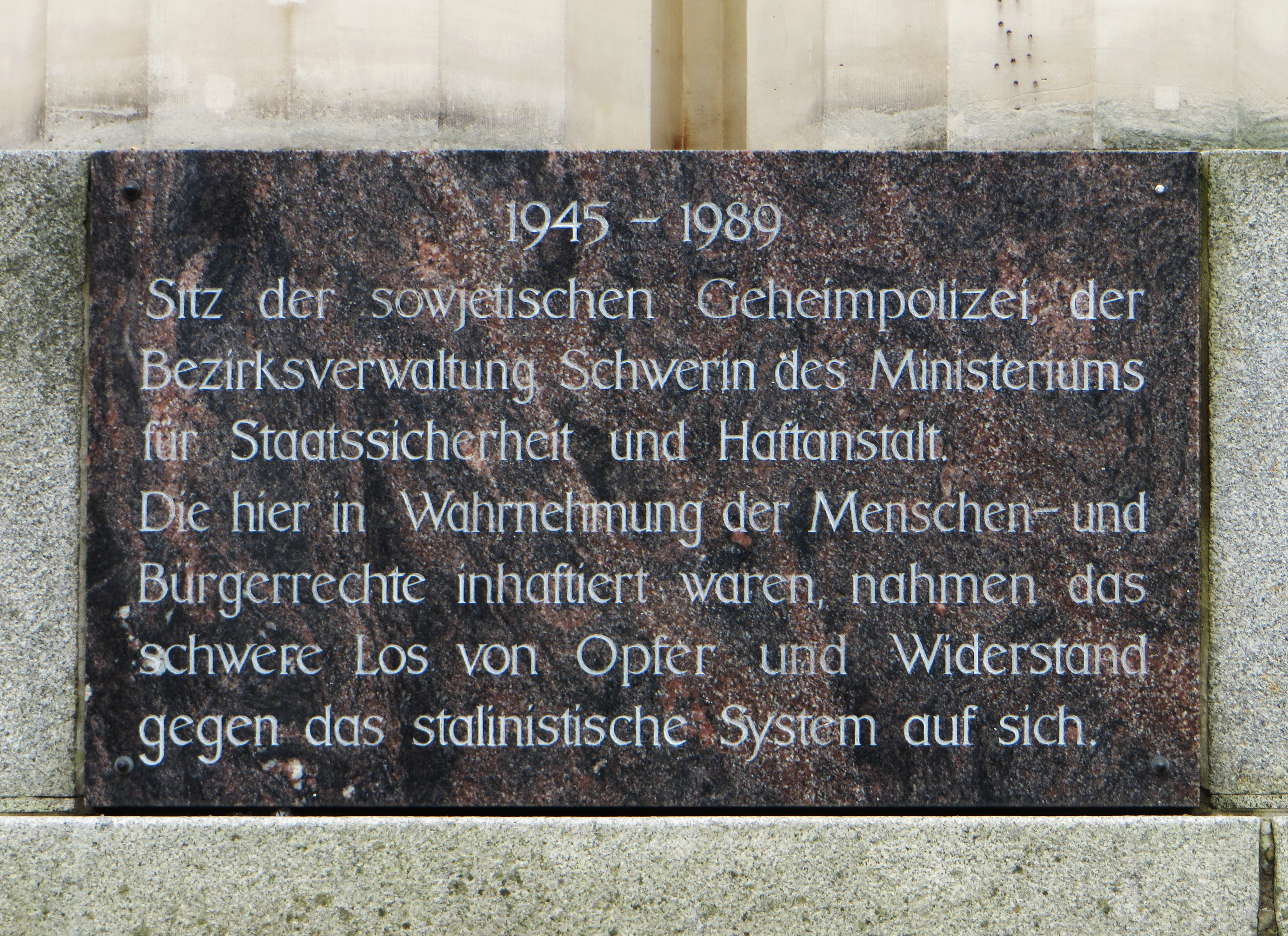
Mahntafel am Gebäude

Bis Mitte 1992 war das Gebäude Sitz des Bezirksgerichts und der Kreisgerichte Schwerin-Stadt und Schwerin-Land. Zu DDR-Zeiten waren diese bis 1990 im Arsenal untergebracht, denn der Komplex am Demmlerplatz wurde ab 1954 für Strafermittlungstätigkeit und den Gewahrsam von Untersuchungsgefangenen der dort ansässigen entsprechenden Abteilungen der Schweriner Bezirksverwaltung des Ministeriums für Staatssicherheit genutzt. Zuvor war hier, auch wegen der schon vorhandenen Untersuchungshaftanstalt, ein sowjetisches Militärtribunal tätig. Vor allem an diese Geschichte erinnert das im Gebäudekomplex untergebrachte und vom Obotritenring aus zugängliche Dokumentationszentrum für die Opfer deutscher Diktaturen. Ebenfalls politische Justiz übte in dem Gebäude zur Zeit des Nationalsozialismus ein Sondergericht aus.
Ende 1990 bis Anfang 1993 befand sich auch der Sitz des Ministers für Justiz, Bundes- und Europaangelegenheiten des Landes Mecklenburg-Vorpommern im Gebäudekomplex, bevor ein benachbarter Behelfsbau bezogen wurde; in diesen mussten jetzt die Beschäftigten des Amtsgerichts einziehen. Der Ehmig-Bau wurde zunächst von außen und – bei Ausquartierung des Landgerichts – von 2007 bis 2009 im Inneren restauriert. Kritisiert werden nach Rückkehr des Gerichts die mangelhafte Akustik und unzweckmäßige Möblierung der Sitzungssäle.

## Über- und nachgeordnete Gerichte
Dem Landgericht Schwerin sind das Oberlandesgericht Rostock und der Bundesgerichtshof übergeordnet. Nachgeordnet sind die Amtsgerichte Ludwigslust, Schwerin und Wismar.

## Staatsanwaltschaft

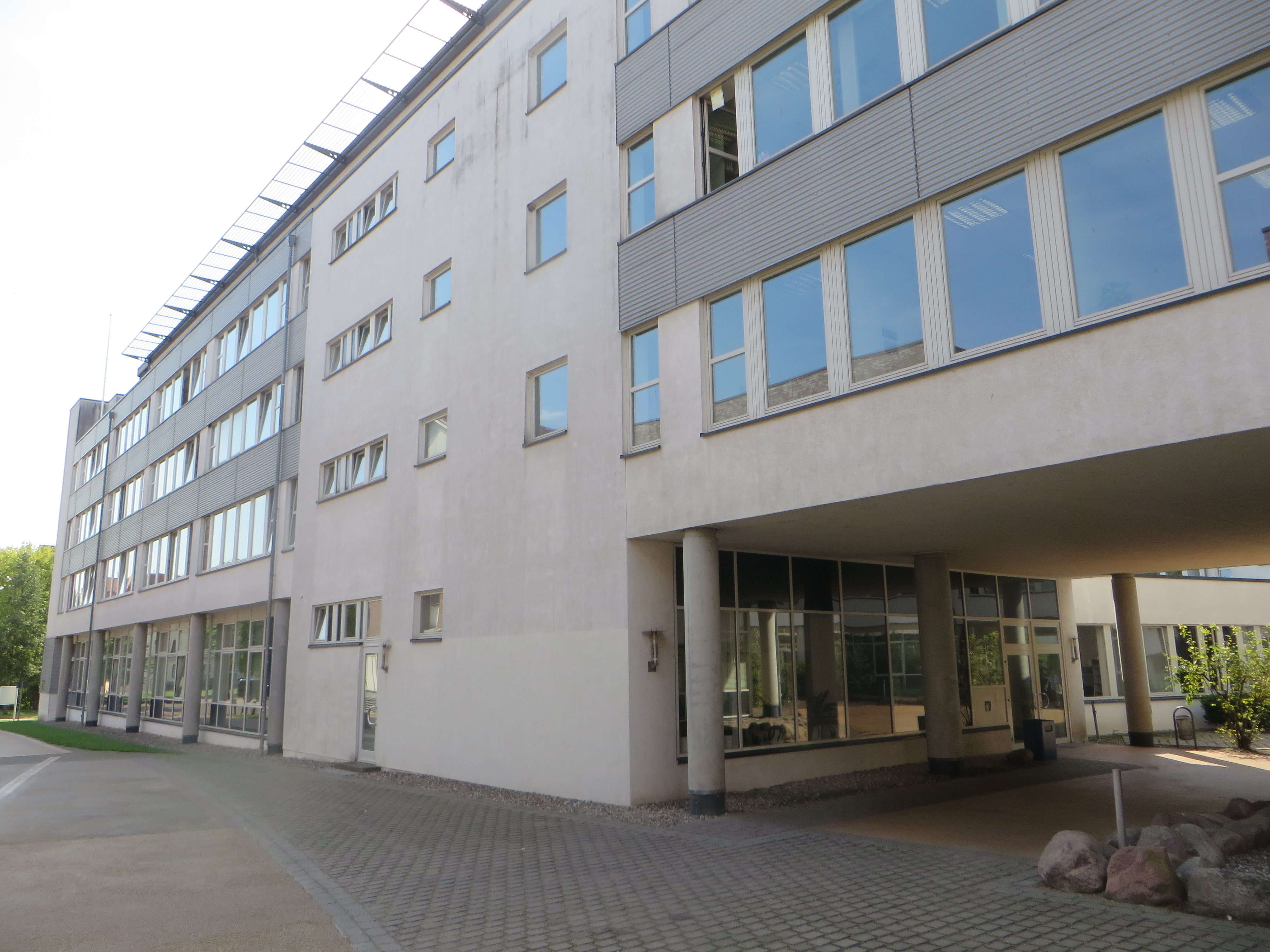
Gebäude der Staatsanwaltschaft Schwerin

Die beim Landgericht Schwerin eingerichtete Staatsanwaltschaft Schwerin ist für den gesamten Landgerichtsbezirk zuständig. In Wirtschaftsstrafsachen erstreckt sich ihre Zuständigkeit als Schwerpunktstaatsanwaltschaft auch auf den Landgerichtsbezirk Neubrandenburg. Nach der deutschen Wiedervereinigung richteten alle neuen Bundesländer Schwerpunktstaatsanwaltschaften für die Ermittlung wegen DDR-Unrechts ein. Hierzu war die Staatsanwaltschaft Schwerin vom 1. August 1992 bis zum 30. Juni 2001 für ganz Mecklenburg-Vorpommern zuständig.
Untergebracht ist die Staatsanwaltschaft im Gebäude Bleicherufer 15.